# 신바시역
신바시역(일본어: 新橋駅 신바시에키[*])은 일본 도쿄도 미나토구에 있는 동일본 여객철도, 도쿄 메트로, 도쿄도 교통국, 유리카모메의 철도역이다.
현재 신바시역의 전신은 1909년 개업한 가라스모리 역이며, 1872년 도카이도 본선 개통 당시 신바시역과는 다르다(지금의 시오도메역 자리).

## 역명판 갤러리

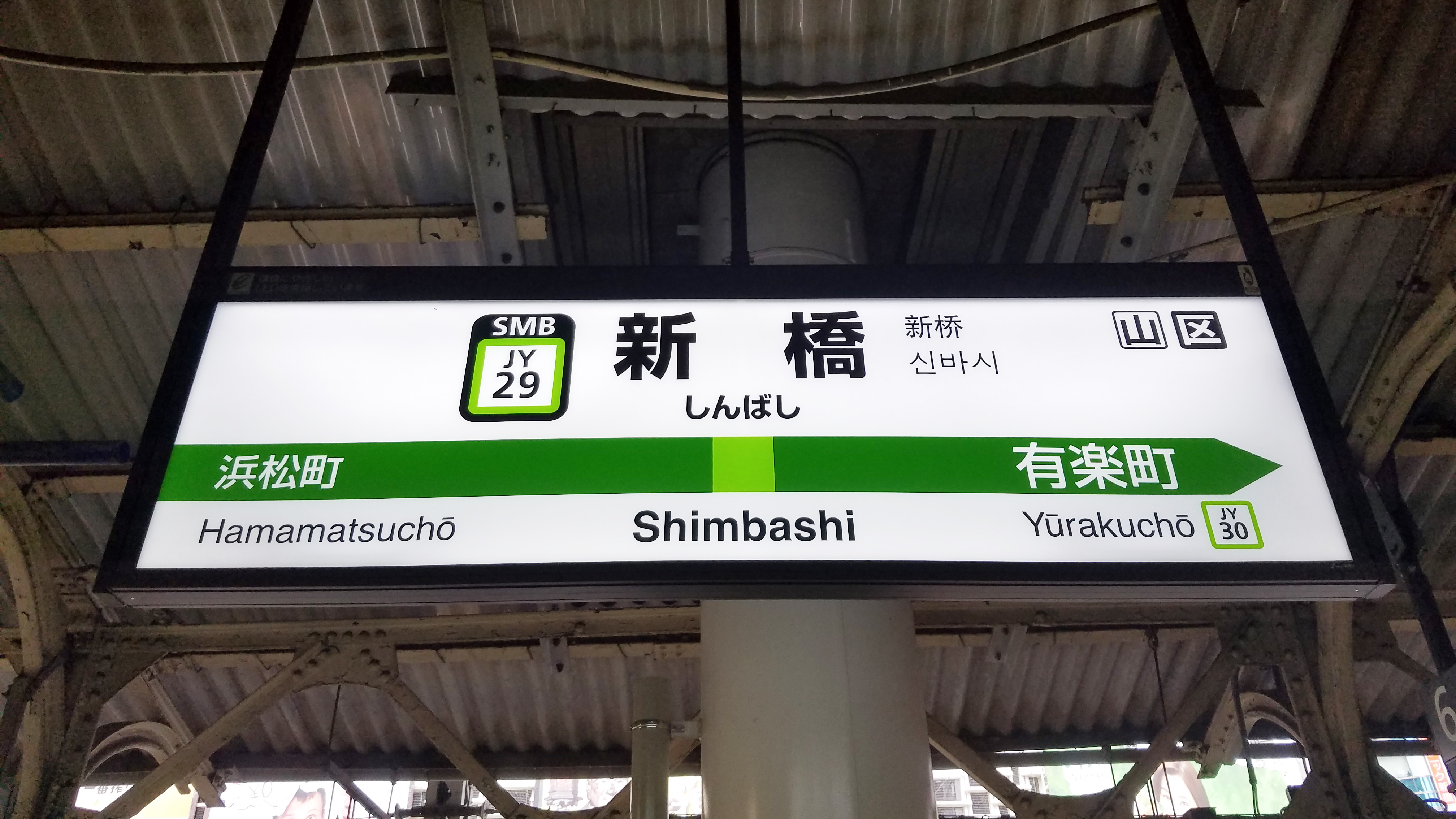
야마노테선
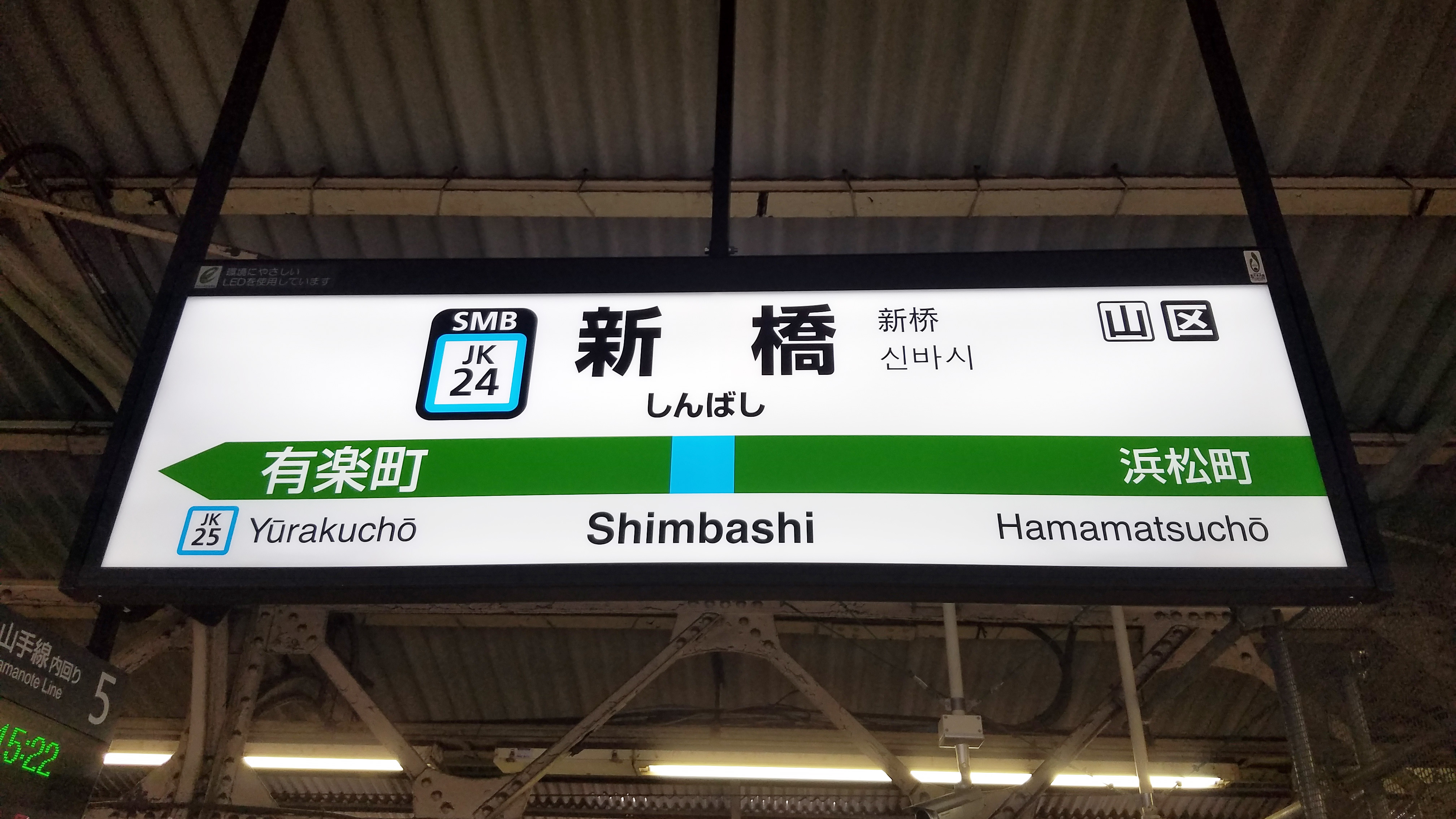
게이힌도호쿠선
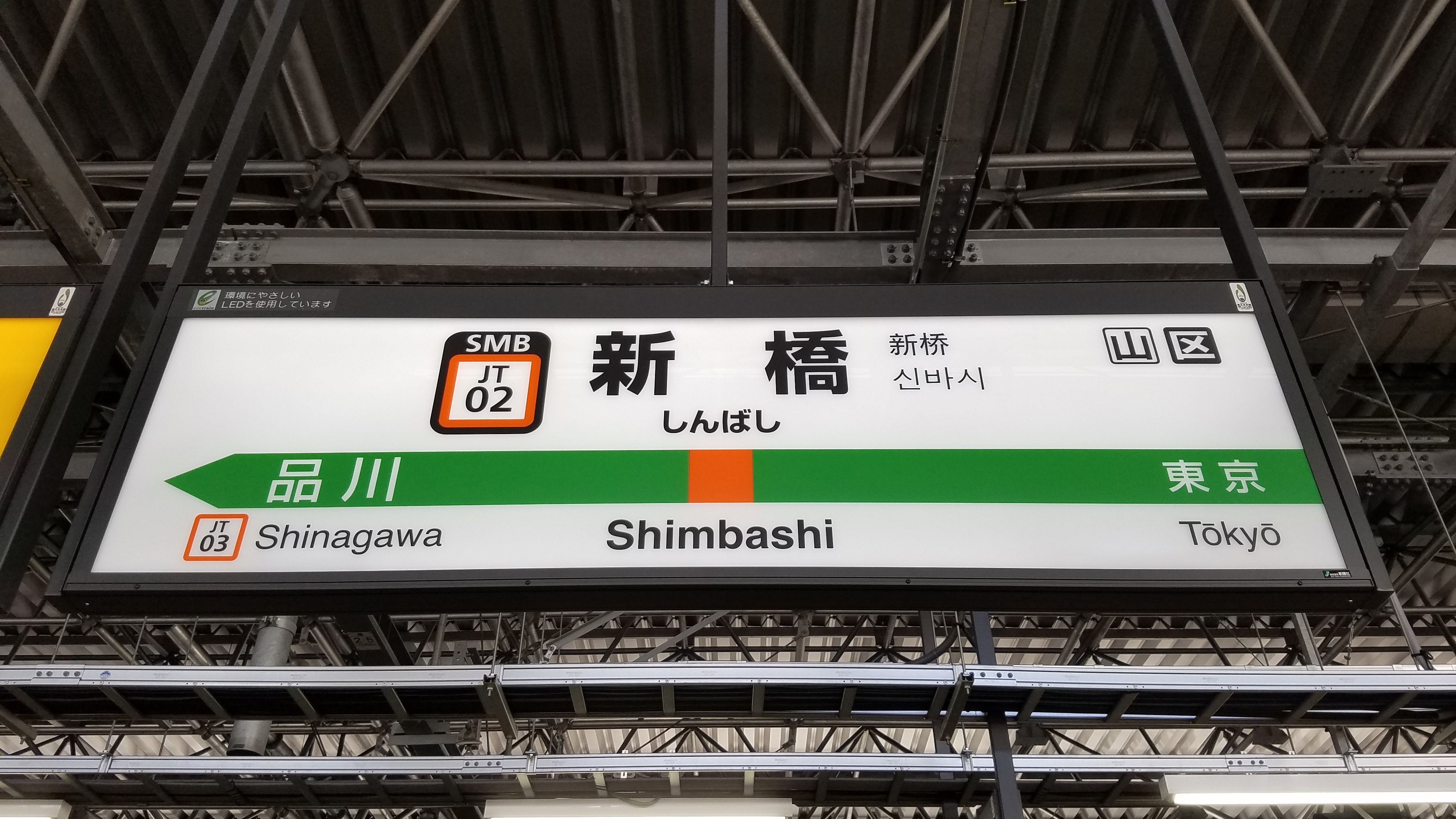
도카이도선
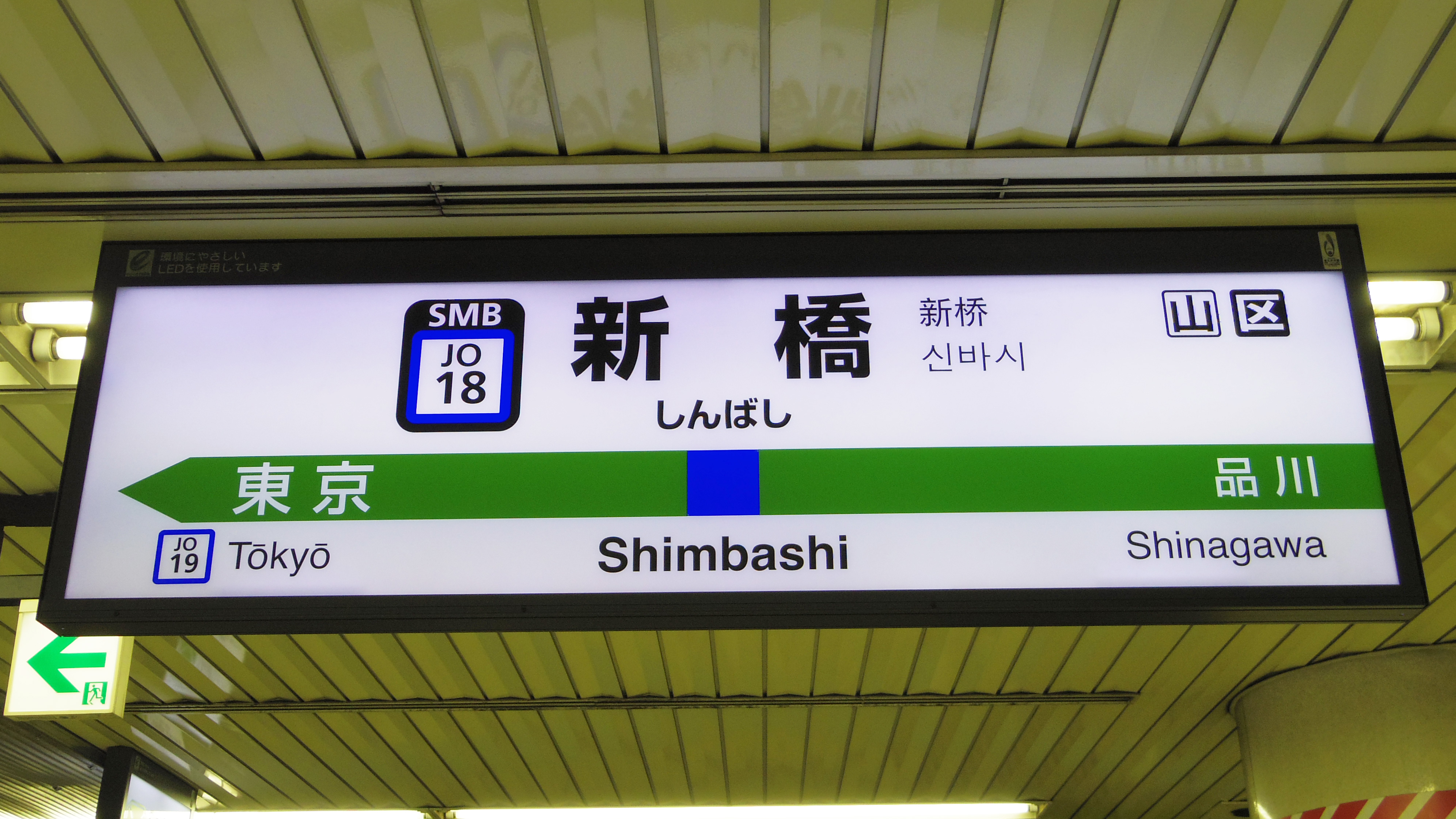
요코스카선

## 역 구조

### 동일본 여객철도
3면 6선의 승강장이 있는 고가역 부분과 1면 2선의 승강장이 있는 지하역 부분으로 구성되어 있다. 곡선 부분에 승강장이 있어, 역무원이 항상 승강장을 주시하고 있다.
4 개의 운행 계통이 지나가지만, 모두 도카이도 본선에 해당된다. 이 중 요코스카선 계통의 경우 지하로 부설된 도카이도선의 별선을 이용하고 있으며 승강장 번호도 별도로 분류된다. 게이힌 도호쿠선의 쾌속은 이 역을 통과한다.
요코스카선의 승강장에는 엘리베이터가 있지만, 보통 수하물 운반용으로 이용되기 때문에 옆에 버튼이 없고 열쇠 구멍만 있다. 이로 인해 역무원을 동반하지 않고서 이용하는 것은 불가능하다.

#### 승강장
↑ 도쿄 · 우에노 방면
| B6B5 | | B4B3 | | B2B1 | | | + 지하 | C2C1 |
↓ 시나가와 · 요코하마 방면
| 1      | 도카이도선                                                                                | 시나가와 · 요코하마 · 오다와라 · 아타미 방면                                   |
| 2      | 도카이도선 (■ 우에노도쿄라인 직결 포함) (우츠노미야선・■타카사키선・조반 쾌속선・■조반선) | 도쿄 · 우에노 · 오미야 · 우쓰노미야 · 다카사키 · 마쓰도 · 쓰치우라 · 미토 방면 |
| 3      | 게이힌 도호쿠선                                                                           | 시나가와 · 요코하마 · 오후나 방면                                              |
| 4      | 야마노테선                                                                                | 외선 순환 시나가와 · 시부야 · 신주쿠 방면                                      |
| 5      | 야마노테선                                                                                | 내선 순환 도쿄 · 우에노 · 이케부쿠로 방면                                      |
| 6      | 게이힌 도호쿠선                                                                           | 도쿄 · 우에노 · 오미야 방면                                                    |
| 지하 1 | 요코스카선                                                                                | 시나가와 · 요코하마 · 오후나 · 가마쿠라 · 즈시 · 요코스카 · 구리하마 방면      |
| 지하 2 | 요코스카선 · 소부 쾌속선                                                                  | 도쿄 · 후나바시 · 지바 · 나리타 공항 · 가시마진구 방면                         |

### 도쿄 지하철
단선 승강장 2개로 구성된 2면 2선의 복합식 승강장으로 구성된 지하역이다.
시부야 방면으로 2개의 유치선이 존재한다. 이것은 예전 도쿄 고속철도 시절 존재했던 역의 흔적으로 현재는 야간 주박 열차를 위해 사용되고 있다.

#### 승강장
| 1 | 긴자선 | 다메이케산노 · 아카사카미쓰케 · 오모테산도 · 시부야 방면 |
| 2 | 긴자선 | 긴자 · 간다 · 우에노 · 아사쿠사 방면                     |

### 도쿄도 교통국

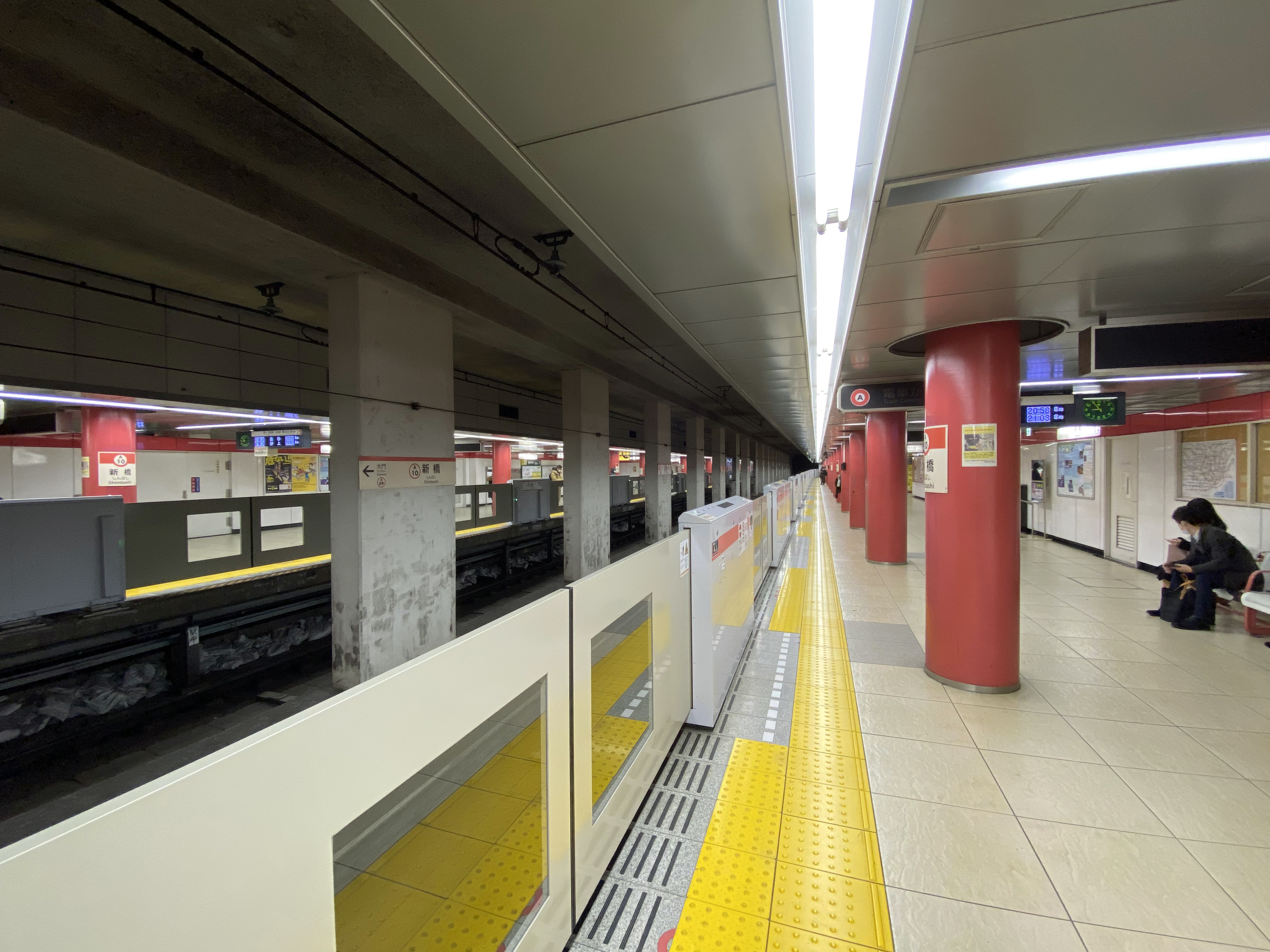
아사쿠사선 승강장

2면 2선의 상대식 승강장으로 구성된 지하역이다.
다이몬 방향으로는 오에도선 시오도메역과 연결되는 시오도메 연결선이 있으며, 12-000형 전동차의 마고메 검수장 회송 시 등에 사용된다. 덧붙여 이 연결선에는 도쿄도 교통국 E5000형 전기 기관차도 유치되어 있다.

#### 승강장
↑ 니시마고메 방면
１ | | ２
↓ 오시아게 방면
| 1 | 아사쿠사선 | 센가쿠지 · 니시마고메 · 하네다 공항 · 미사키구치 방면 ( 게이큐선)                                                     |
| 2 | 아사쿠사선 | 니혼바시 · 아사쿠사 · 오시아게 · 나리타 공항 · 인바니혼이다이 방면 ( 호쿠소선· 게이세이 본선· 게이세이 나리타 공항선) |

### 유리카모메

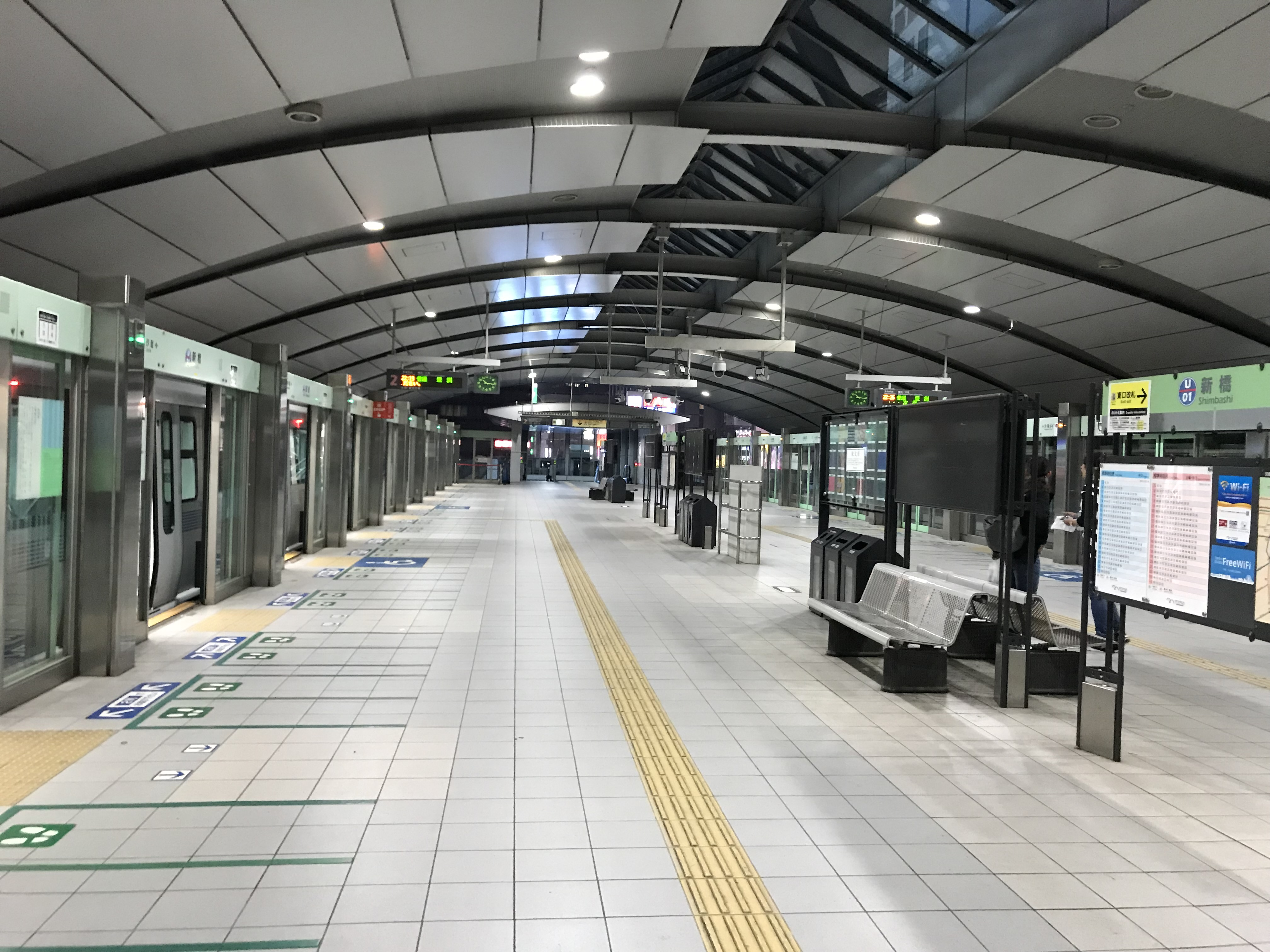
승강장

| 1 · 2 | 유리카모메 | 다이바 · 아오미 · 아리아케역 · 도요스 방면 |

## 역세권 정보
- 교도 통신사 본사
- 마쓰시타 전기산업 도쿄 본사
- 전일본공수 본사
- 후지츠 본사

## 역사
- 1872년 10월 14일 (메이지 5년 9월 12일) - (첫 번째) 신바시역이 영업 개시. 요코하마역 (현재 사쿠라기초역에 해당함)까지 개통함.
- 1909년 12월 16일 - 가라스모리역(일본어: 烏森駅, 현재: 신바시역)이 영업 개시.[1]
- 1914년 12월 20일 - 도쿄역이 영업을 개시함에 따라, (첫 번째) 신바시역을 시오도메역으로, 가라스모리역을 신바시역으로 개칭함.[1]
- 1934년 6월 21일 - 도쿄 지하철도 신바시역이 영업 개시.
- 1939년 1월 15일 - 도쿄 고속철도 신바시역이 영업 개시.
- 1939년 9월 16일 - 도쿄 고속철도의 승강장이 폐지됨. 도쿄 지하철도와 도쿄 고속철도가 서로 직결 운행을 시작함 (두 노선은 1941년 9월 1일에 제도고속도교통영단에게 노선을 양도, 두 노선은 이후에 1953년 12월 1일에 긴자선이라는 통합된 명칭으로 결정).
- 1963년 12월 12일 - 도쿄도 교통국 지하철 1호선(이후 1978년 7월 1일에 아사쿠사선으로 개칭) 신바시역이 영업 개시.
- 1995년 11월 1일 - 유리카모메 신바시역이 영업 개시.

## 사진

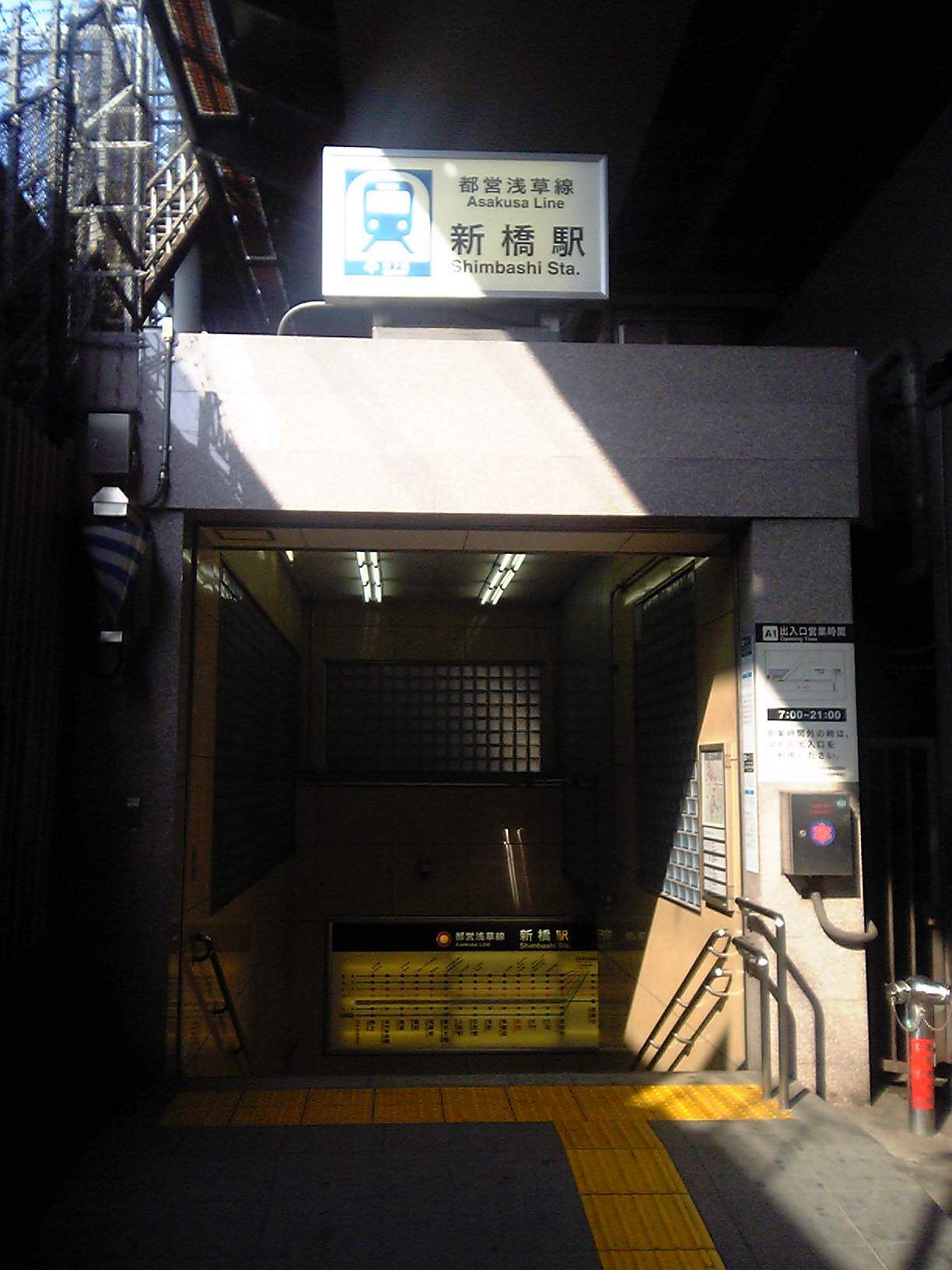
아사쿠사선 A1 출입구 (2009년)
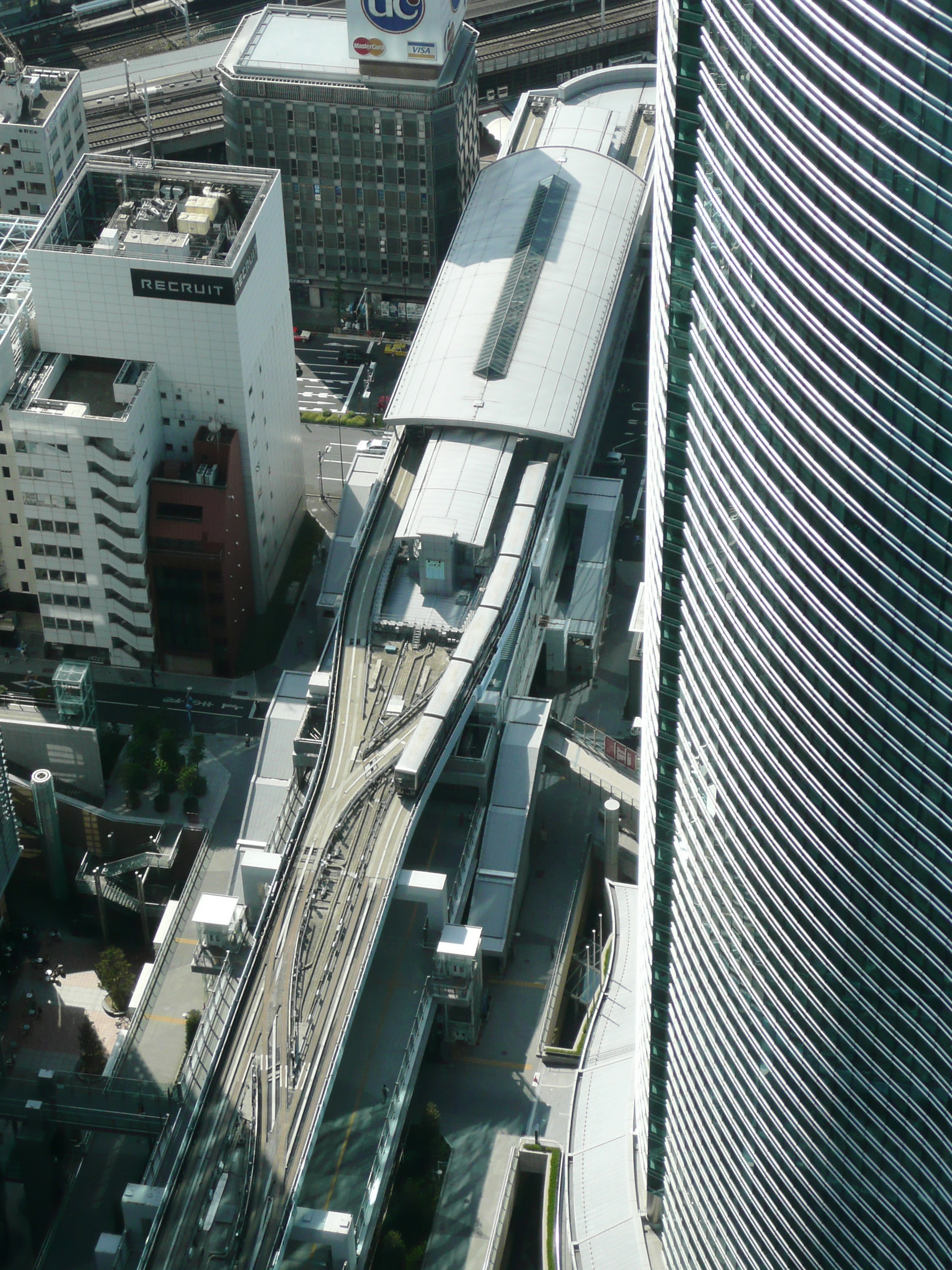
하늘에서 바라본 유리카모메 신바시역 모습
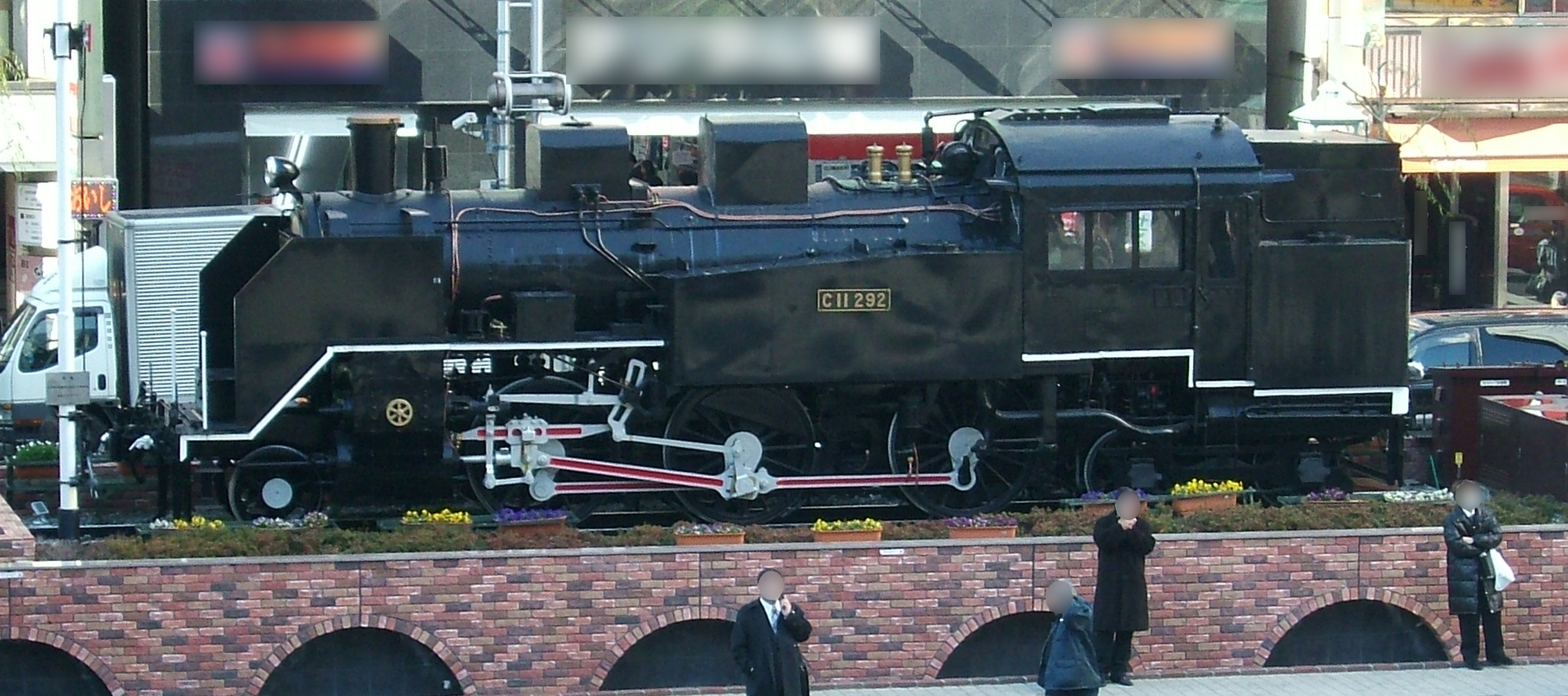
히비야구치에 보존되어 있는 증기 기관차

### JR 고가홈

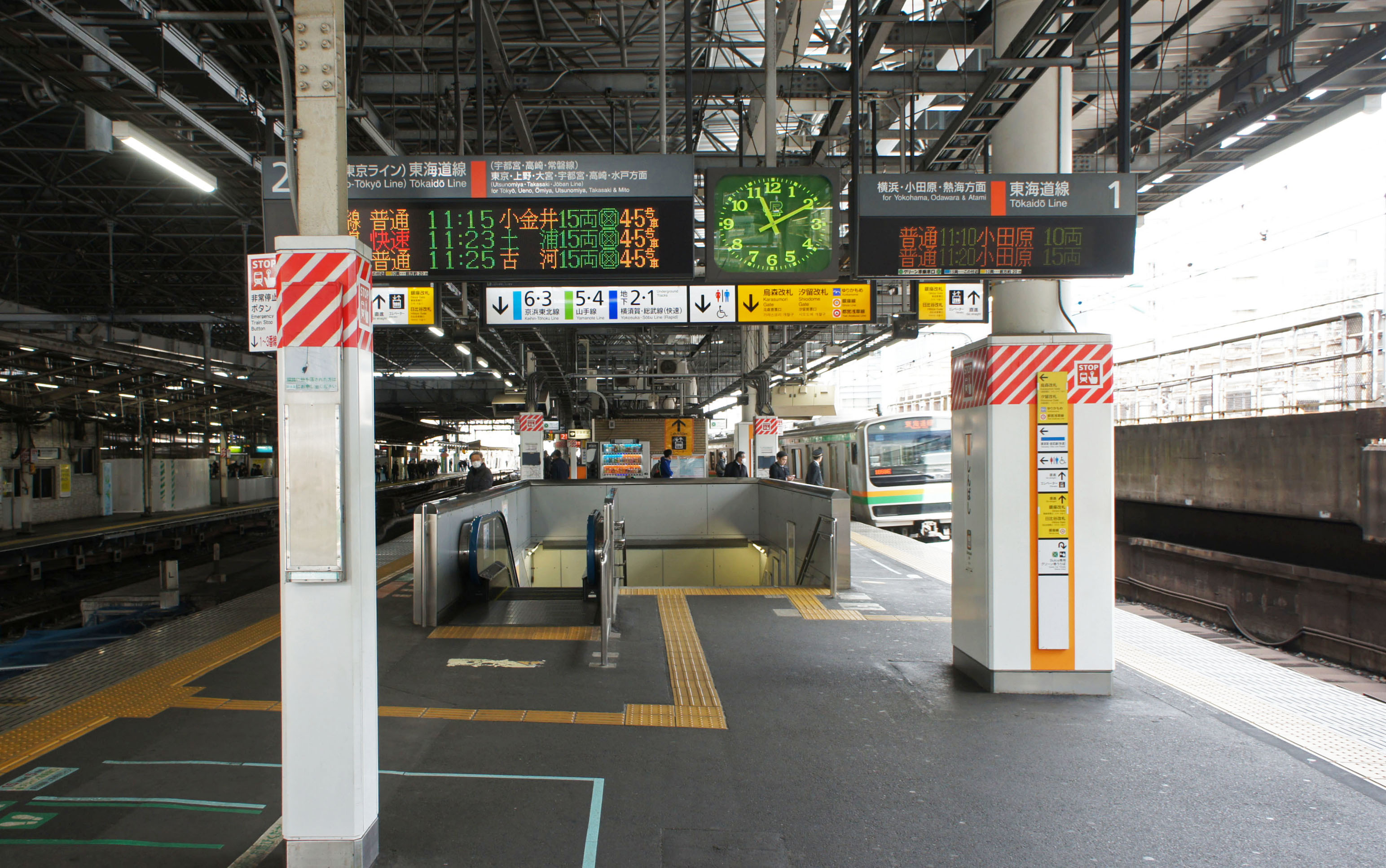
1·2번선(도카이도선·우에노도쿄라인) 승강장
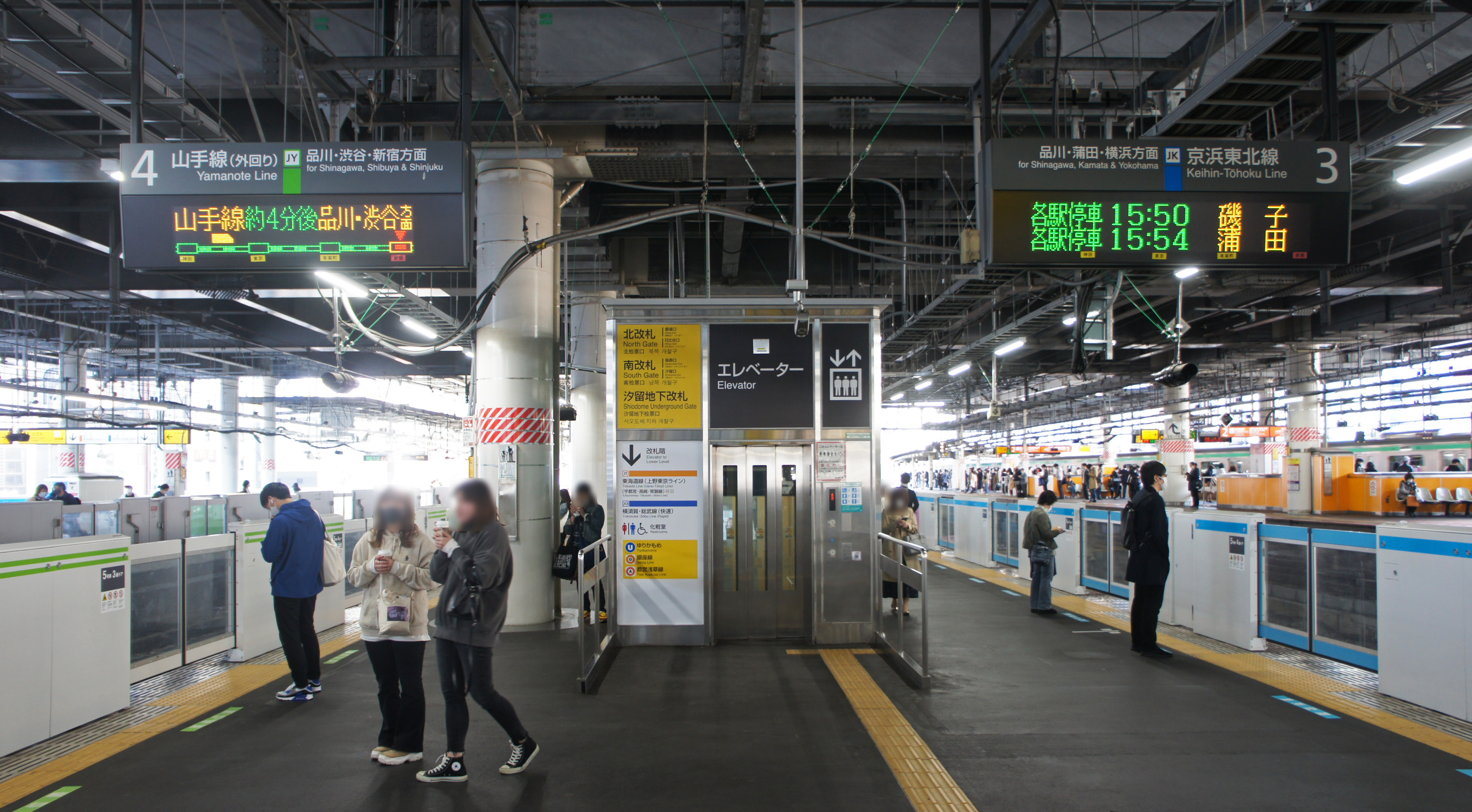
3·4번선(게이힌 도호쿠선·야마노테선) 승강장
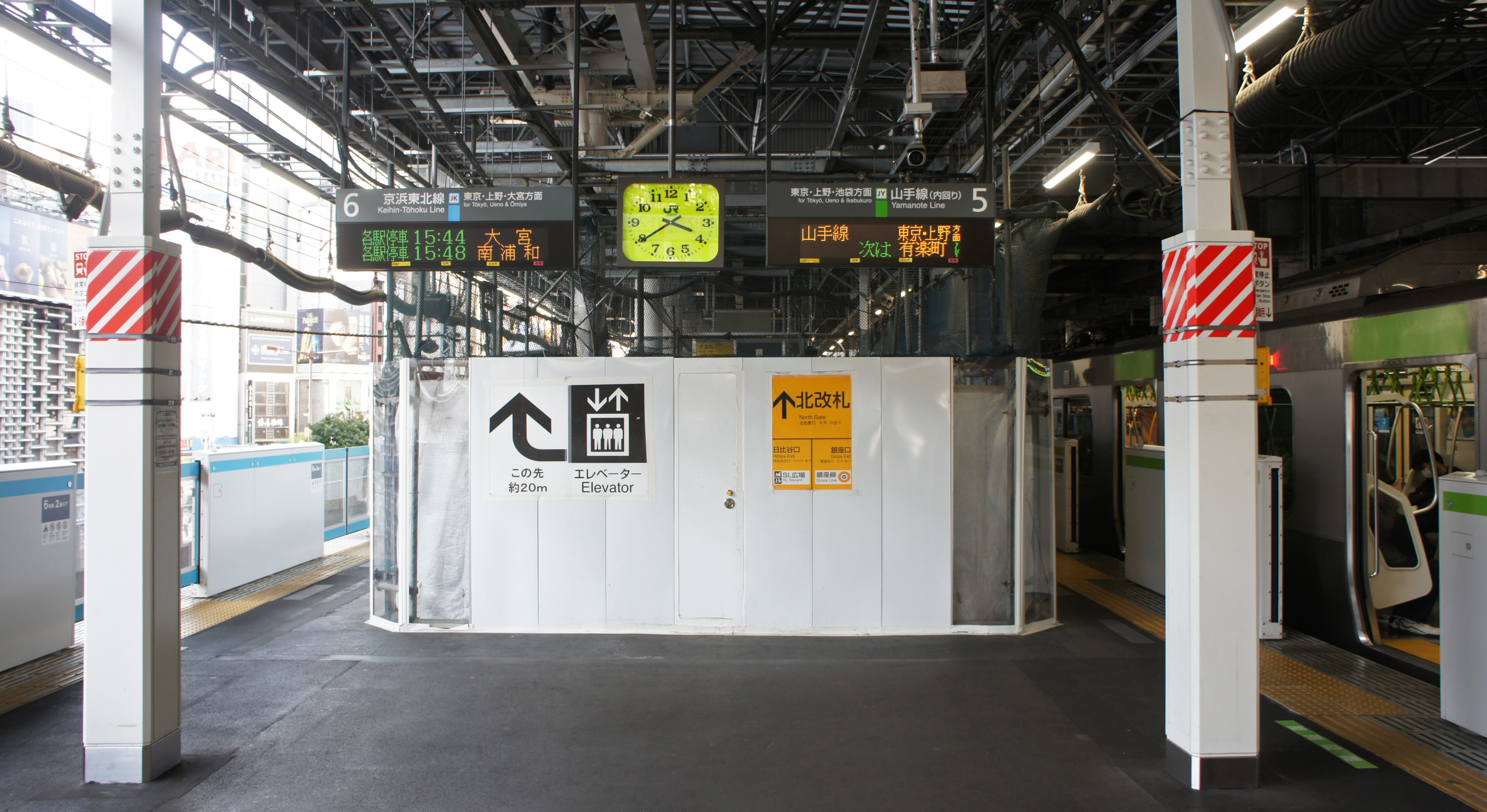
5·6번선(야마노테선·게이힌 도호쿠선) 승강장

### JR 지하홈

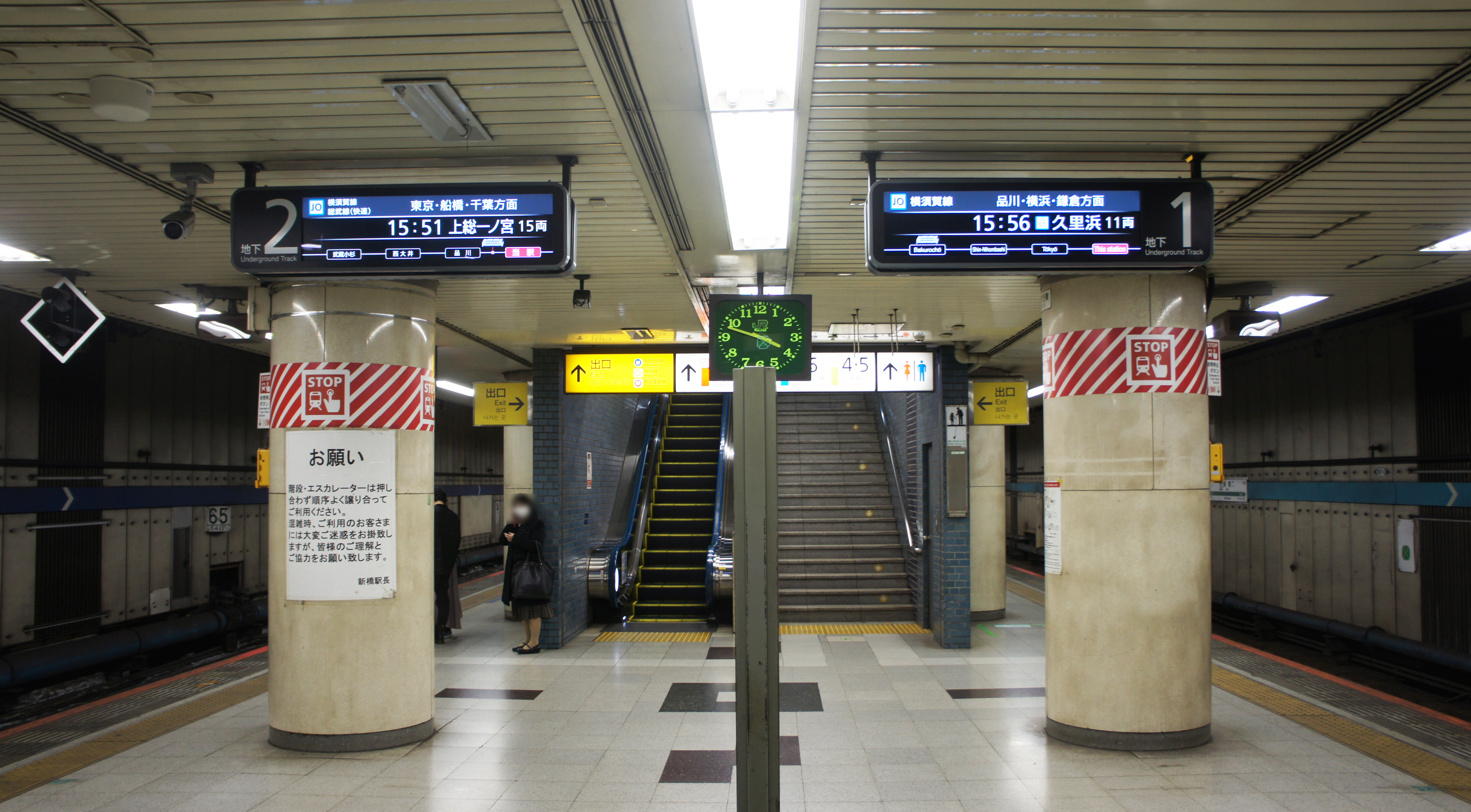
1·2번선(요코스카선) 승강장

### 도쿄메트로

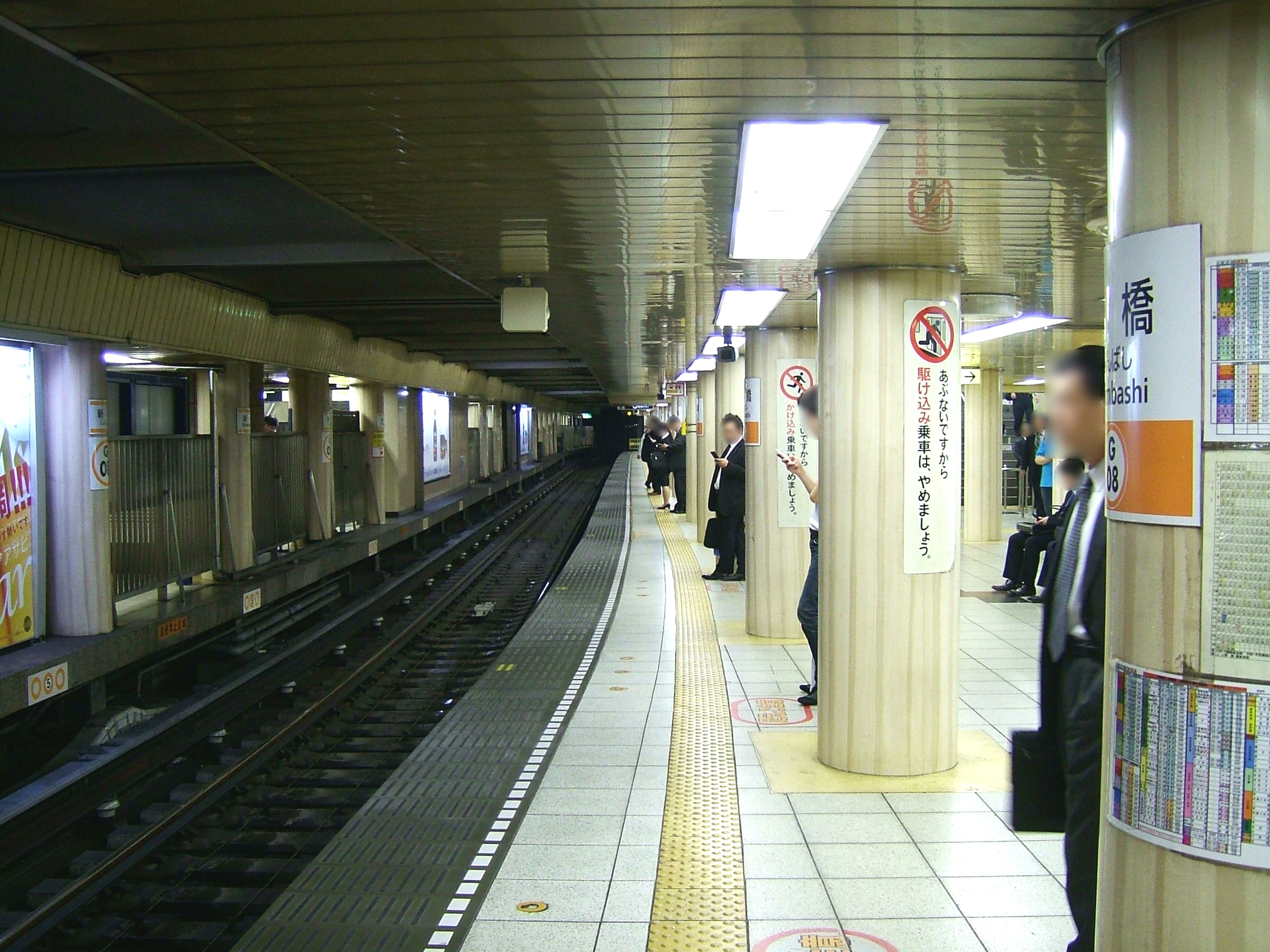
긴자선 승강장 (스크린도어 설치 전)

### 도쿄도 교통국
- 아사쿠사선 승강장

### 유리카모메
- 승강장

## 인접역
| 동일본 여객철도 도카이도 본선 · 도호쿠 본선 | 동일본 여객철도 도카이도 본선 · 도호쿠 본선 | 동일본 여객철도 도카이도 본선 · 도호쿠 본선 |
| ------------------------------------------- | ------------------------------------------- | ------------------------------------------- |
| JU 01 도쿄 구로이소 · 다카사키 방면         | 도카이도선 통근쾌속 · 쾌속 아쿠티 호 · 보통 | JT 03 시나가와 아타미 방면                  |
| JO 19 도쿄 지바 방면                        | 요코스카선 통근쾌속 · 쾌속                  | JO 17 시나가와 구리하마 방면                |
| JU 01 도쿄 이와키 · 도리데 · 나리타 방면    | 조반 쾌속선 · 조반선                        | JT 03 시나가와 방면                         |
| 유라쿠초 오미야 방면                        | 게이힌 도호쿠선 각역정차                    | 하마마쓰초 오후나 방면                      |
| JY 30 유라쿠초 내선 순환                    | 야마노테선                                  | JY 28 하마마쓰초 외선 순환                  |
| 도쿄 메트로 3호선                           |                                             |                                             |
| G07 도라노몬 시부야 방면                    | 긴자선                                      | G09 긴자 아사쿠사 방면                      |
| 도쿄도 교통국 지하철 1호선                  |                                             |                                             |
| A09 다이몬 하네다 공항 방면                 | 아사쿠사선 공항 쾌특                        | A13 니혼바시 나리타 공항 방면               |
| A09 다이몬 니시마고메 방면                  | 아사쿠사선                                  | A11 히가시긴자 오시아게 방면                |
| 유리카모메 도쿄 임해 신교통 임해선          |                                             |                                             |
| 시·종착역                                   | 유리카모메                                  | U02 시오도메 도요스 방면                    |